# Хамматов, Яныбай Хамматович
Хамма́тов Яныба́й Хамма́тович (баш. Хамматов Яныбай Хаммат улы; 16 января 1925, деревня Исмакаево Тамьян-Катайский кантон Белорецкого района БАССР — 28 сентября 2000, Уфа) — советский писатель, заслуженный работник культуры РСФСР (1985), член Союза писателей СССР (1966), лауреат премии Союза писателей СССР (1975), лауреат государственной премии имени Салавата Юлаева (1994).

## Биография
В 1940—1942 гг. трудился на Верхне-Авзянском золотом прииске. Участник Великой Отечественной войны (1942—1946). Окончил ШМАС. Окончил Обл. 2-годичную парт. школу при Башкирской обасти. к-те КПСС (1954), Баш. пед. ин-т им. К. А. Тимирязева (1956) (ныне Уфимский университет науки и технологий). С 1946 в Белорецком районном к-те ВЛКСМ: инструктор, зав. отделом, с 1947 1-й секретарь. В 1949 в Баш. обл. к-те ВЛКСМ, до 1952 зам. нач. полит. отдела треста «Башзолото», с 1954 инструктор Баш. обл. к-та КПСС, с 1960 пред. исполнит. К-та Абзелиловского районного совета, в 1963—1969 нач. организационно-строевого отдела МВД БАССР. Начал печататься во 2-й пол. 40-х гг. Работал в осн. в жанре ист. прозы. Пенталогия, включающая романы «Бөртөкләп йыйыла алтын» (1966; в рус. пер. «Золото собирается крупицами», 1970), «Аҡман-тоҡман» (1971, в рус. пер. «Акман-токман», 1973, 1973), «Йәшенле йәй» (1975; в рус. пер. «Грозовое лето», 1976), «Юрғашты» (1980; в рус. пер. «Юргашты», 1980), «Руда» (1982; в рус. пер. Желтый камень, 1993) посвящена истории золотоискательского дела, становлению золотодобывающей промышленности в Башкортостане; по первым трем романам снят 4-серийный худ. фильм (1979; реж. А. Г. Абдразаков, Гос. к-т БАССР по ТВ и радиовещанию). Осн. тема дилогии «Төняҡ амурҙары» (в 2 кн., 1983—1985; в рус. пер. «Северные амуры», 1987) — героизм баш. воинов, проявленный в Отечественной войне 1812. В док. Романах «Тыуған көн» (1978; в рус. пер. «День рождения», 1982), «Комбриг Мортазин» (1992; «Комбриг Муртазин», «Иҙел башы» (1993; «Истоки Агидели») и др. воссозданы образы М. Х. Губайдуллина, З. Г. Исмагилова, А. К. Мубарякова, М. Л. Муртазина. В романе «Башҡорттар китте һуғышҡа» (1990; «Уходили башкиры на войну») нашли отражение героич. путь 112-й баш. кав. Дивизии (см. Черниговская кавалерийская дивизия) и самоотверженный труд людей в тылу. Автор док. повести «Ҡаһарманлыҡ»(1989; «Подвиг»), романов «Йондоҙҙар нисек ҡабына» (1969; «Как зажигаются звезды»), «Ҡара яу» («Черное нашествие»), «Ағиҙел Иҙелгә ҡоя» («Агидель стремится к Волге»; оба — 1995) и др. Произв. Х. переведены на азерб., тат., укр. и др. языки. Лауреат Гос. пр. РБ им. Салавата Юлаева (1994), пр. ВЦСПС и СП СССР — 1974), пр. им. К. Ахмедьянова (1997), им. Акмуллы (2001). Имя Х. присвоено модельной библиотеке с. Серменево Белорецкого р-на, Баш. гимназии № 22 г. Белорецк, при к-рой действует музей писателя, улицам в с. Аскарово Абзелиловского, д. Черновка, д. Исмакаево Белорецкого р-нов. В родной деревне открыт музей Х. (1995). В Уфе на доме, где он жил, установлена мемор. доска. Президиумом Совета Белорецкого р-на в 2006 учреждена премия его имени, писателю присуждено звание «Почетный гражданин Белорецкого района и города Белорецк» (2014).

## Произведения (изданные)
- Золото собирается крупицами (роман). На башкирском языке (Бөртөкләп йыйыла алтын) — Уфа: 1966, 1976. На русском языке (пер. Е. Мальцева) — Москва: 1970, 1975; Уфа: 1981.

- Акман-токман (роман). На башкирском языке (Аҡман-тоҡман) — Уфа, 1971, 1975. На русском языке (пер. Е. Мальцева) — Москва: 1973, 1975; Уфа: 1984.
- Грозовое лето (роман). На башкирском языке (Йәшенле йәй) — Уфа: 1976. На русском языке (пер. В. Василевского) — Москва: 1976, 1978; Уфа: 1986.
- Юргашты (роман). На башкирском языке (Юрғашты) — Уфа: 1980. На русском языке (пер. В. Василевского) — Москва: 1980, 1984; Уфа: 1987.
- Желтый камень (роман). На башкирском языке (Руда) — Уфа: 1982. На русском языке (пер. Р. Максютова) — Уфа: 1993.
- Как зажигаются звезды (роман). На башкирском языке (Йондоҙҙар нисек ҡабына) — Уфа: 1969.
- Северные амуры (роман-дилогия). На башкирском языке (Төнъяҡ амурҙары) — Уфа: 1 книга — 1983, 2 книга — 1985. На русском языке (пер. В. Василевского) — Москва: 1987; Уфа: 2012.
- День рождения (роман). На башкирском языке (Тыуған көн) — Уфа: 1978, 1988. На русском языке (пер. А. Скалона) — Москва: 1979, 1982, 1983, 1985; Украина: 1982. На азербайджанском языке — Баку: 1990.
- Уходили на войну башкиры (роман). На башкирском языке (Башҡорттар китте һуғышҡа). — Уфа: 1990.
- Комбриг Муртазин (роман). На башкирском языке (Комбриг Мортазин) — Уфа: 1992.
- Черное нашествие (роман). На башкирском языке (Ҡара яу). — Уфа: 1995.
- Агидель стремится к Волге (роман). На башкирском языке (Ағиҙел Иҙелгә ҡоя) — Уфа: 1995. На русском языке (пер. Г. Хамматовой) — Уфа: 2007.
- Салават-батыр (роман). На башкирском языке (Салауат) — Уфа: 2000. На русском языке (пер. Г. Хамматовой) — Уфа: 2004, 2015 (электронное издание).
- Сырдарья (роман). На башкирском языке (Һырдарья) — Уфа: 2000.
- Подвиг (повесть). На башкирском языке (Ҡаһарманлыҡ) — Уфа: 1989.
- Истоки Агидели (роман). На башкирском языке (Иҙел башы) — Уфа (в журнале «Ағиҙел»): 1987.
- Пасынок / Безотрадное детство (автобиографическое произведение — книга 1). На башкирском языке (Хәсрәтле бала саҡ) — Уфа (в журнале «Ағиҙел»): 1997. На русском языке (пер. Г. Хамматовой) . Уфа: 2002.
- Карьера / Уроки жизни (автобиографическое произведение — книга 2). На башкирском языке (Тормош һабаҡтары) — Уфа (в журнале «Ағиҙел»): 2000. На русском языке (пер. Г. Хамматовой) — Уфа: 2006.
- На пути к литературе (автобиографическое произведение — книга 3). На башкирском языке (Әҙәбиәт һуҡмағында). — Уфа (в журнале «Ағиҙел»): 2007.

## Неопубликованные произведения
- Творчество (автобиографическое произведение — книга 4)
- Аркаим (повесть-версия)
- Роман-детектив

## Награды
- Медаль «За освоение целинных земель» (1956)
- Премия ВЦСПС и Союза писателей СССР (1974)
- Почетная грамота Правительства БАССР (1975)
- Заслуженный работник культуры РСФСР (1985)
- Диплом министерства обороны СССР
- Государственная премия Республики Башкортостан имени Салавата Юлаева (1994)
- Почетная грамота Республики Башкортостан (2000)
- Почетный гражданин Белорецкого района и города Белорецк (2014).